# Hitomi Jinno
Hitomi Jinno (神野眸?, Jinno Hitomi; 8 marzo 1937) è un'ex nuotatrice giapponese, che ha partecipato alle Olimpiadi di Melbourne 1956 e di Roma 1960, gareggiando nei 100m sl e Staffetta 4x100m sl.

## Carriera
Ai III Giochi asiatici, ha vinto 1 oro nella Staffetta 4×100 m sl, ed 1 bronzo nei 100m sl.